# Euphorbia salsuginosa
Euphorbia salsuginosa là một loài thực vật có hoa trong họ Đại kích. Loài này được (McVaugh) Radcl.-Sm. & Govaerts mô tả khoa học đầu tiên năm 1996.